# Mahmud Xah II Khalji
Mahmud Xah II Khalji (Azam Humayun) fou sultà de Malwa del 1511 al 1531.
Era el tercer fill de Nasir al-Din o Nasr Xah Khalji (1500-1510) al que va succeir a la seva mort a finals del 1510. El difunt havia designat inicialment com a hereu el seu fill gran ixihab al-Din però aquest es va revoltar encara en vida del pare i fou deixeretat; fou llavors quan el tercer fill Azam Humayun va rebre el títol de Mahmud Xah.
Els dos germans grans ixihab al-Din i Sahib Khan no el van voler reconèixer i el primer va marxar sobre Mandu la capital, però fou aturat per Muhafiz Khan i Khawass Khan que eren favorables a Mahmud, i es va haver de retirar a Khandesh. Mahmud, que encara no havia entrat a Mandu, ho va poder fer tot seguit sent coronat el 3 de juny de 1511. Mahmud però era dèbil i incompetent i fou un ninot en mans dels nobles; els primers que el van dominar foren Ikbal Khan i Mukhtass Khan que van assassinar al wazir Basar Ray a la mateixa sala d'audiències i van fer desterrar al tresorer Sangran Soni.
Mahmud no va tardar a girar-se contra els dos nobles que el dominaven, per caure llavors sota influència de Muhafiz Khan. Ikbal i Mukhtass van cridar llavors al germà del sultà, ixihab al-Din, i sentint-se en perill, van sortir de Mandu per anar a trobar al pretendent. ixihab va sortir de Khandesh però va morir pel camí de calor i cansament i el pla va fracassar.
Mahmud es va voler desfer de Muhafiz Khan, però abans de poder fer res el ministre el va deposar i va posar al tron Sahib Khan amb el nom de Muhammad Xah II. Mahmud va haver de fugir de Mandu, i es va dirigir a Ujjain i després a Chanderi, on el governar li va refusar ajut. Va obtenir llavors l'ajut del senyor rajput Ray Chand Purbiya, al que va concedir el títol de Medni Ray, que va atacar a Sihab Khan i el va derrotar, assetjant llavors Mandu. Sahib Khan va haver de fugir amb Muhafiz Khan cap al sultanat de Gujarat, on Muzaffar Xah II Gudjarati (1511-1526) els va donar protecció.
Mahmud va nomenar llavors a Medni Ray com a wazir, el que provocar l'oposició de la noblesa local, especialment Sikandar Khan de Satwas i Bahdjat Khan de Chanderi que es van revoltar i es van declarar a favor de Sahib Khan que va retornar al país. Medni Ray va poder reduir a Sikandar a l'obediència però les operacions contra els altres rebels es van demorar a causa de la invasió del país per Muzaffar Xah II de Gujarat, que va assetjar Mandu. Els gujaratis es van acabar retirant i Mahmud i Medni Ray van ocupar Chanderi i van expulsar a Sahib Khan (juliol de 1514).
Medni Ray després de les seves victòries era l'home més poderós de l'estat i va rebre tota mena de títols donant les posicions principals als seus partidaris rajputs, desposseint als antics funcionaris musulmans. Mahmud es va irritar i li va exigir la restitució dels musulmans deposats i va prohibir als rajputs de tenir amants musulmanes. Medni Ray va acceptar les condicions però el seu ajudant Salivahan, s'hi va negar i Mahmud va decidir lliurar-se dels dos homes fent-los assassinar. En l'atemptat Medni en va sortir només ferit lleu però Salivahan va morir; la seva mort va provocar l'aixecament dels rajputs que Medni Ray va aturar a canvi de conservar la seva posició de wazir.
A finals de 1517 Mahmud va abandonar Mandu i va anar al Gujarat on va demanar ajut a Muzaffar Xah II que no va tardar a envair Malwa per restablir al sultà en tot el seu poder. Medni Ray al saber la invasió, va deixar al seu fill Ray Pithora a Mandu i se'n va anar a Chitor i va demanar el suport del rana Sangarama Singh. Muzaffar II mentre va assaltar Mandu i la va ocupar el 15 de febrer de 1518 fent matar a tots els rajputs que havien defensat el fort fins al final. Va reinstal·lar a Mahmud i després va retornar a Gujarat deixant deu mil homes com a protecció del sultà.
Medni Ray i el contingent rajput que l'acompanyava es van convertir en enemics jurats de Mahmud. Medni Ray va ocupar Gagraon (Gagrawn) i quan Mahmud i va anar a assetjar-la va cridar a Sangarama que hi va acudir en socors; Mahmud el va anar a interceptar però fou derrotat i ferit sent finalment fet presoner i portat a Chitor. Quan va estar curat se'l va autoritzar a retornar a Mandu, però el va haver de reconèixer com a raja i va haver de deixar un fill com a ostatge.
Al seu retorn a Mandu la posició de Mahmud era dèbil i encara es va debilitar més quan les tropes de Gujarat que el protegien es van retirar. El raja Sanga (Sangarama) va ocupar llavors Mandasore. Medni Ray va ocupar Chanderi, Silhadi va ocupar Bhilsa i Raisin, i Sikandar Khan es va declarar independent a Satwa. Mahmud només controlava un territori no gaire gran a l'entorn de Mandu. No va provar de recuperar els territoris perduts. El 1526 Baber envaia l'Índia. El 1527 va sotmetre el Mewat i el 1528 les seves forces eren davant Chanderi a la frontera entre Bundelkhand i Malwa. Medni Ray havia escapat d'una batalla anterior contra Baber i es va defensar com va poder amb els seus rajputs, que en veure que no hi havia esperança van matar a les seves dones i van morir combatent; van morir uns 300.
Mahmud va tenir l'error de donar asil i suport a Chand Khan en contra del seu germà Bahadur Xah Gudjarati (1526-1537) que acabava de pujar al tron del Gujarat. El sultà gujarati va envair Malwa i va atacar Mandu que va conquerir a l'assalt el 2 d'abril de 1531. Uns 19000 rajputs van morir en la defensa. Mahmud i els seus fills foren fets presoners i enviats a Champaner i a Mandu es va llegir la khutba en nom del sultà de Gujarat.
Durant el camí a Champaner, Mahmud es va voler escapar però fou agafat i mort junt als seus fills el 7 d'abril de 1531. Encara que tres membres més de la dinastia khalji de Malwa van tenir el poder en alguns moments, la dinastia es pot donar per acabada amb Mahmud II.